# Who Can I Be Now? (1974–1976)
Who Can I Be Now? (1974–1976) es la segunda caja recopilatoria y primera póstuma del artista británico David Bowie, lanzada el 23 de septiembre de 2016, y supone su primer lanzamiento luego de su muerte el 10 de enero de ese año, ya que Blackstar salió al mercado dos días antes de la muerte del artista. La caja abarca los álbumes publicados entre 1974 y 1976, discos adicionales y un libro de tapa dura con fotografías e historias. 

## Antecedentes
El 21 de junio de 2016, algunos meses después de la muerte de Bowie, y siguiendo con la colección Five Years (1969-1973), lanzada en 2015 como caja recopilatoria, se anunció la llegada al mercado de Who I Can Be Now?.

## Contenido
La caja contiene los álbumes comprendidos entre el período 1974 a 1976, que son los discos de estudio en versiones remasterizadas Diamond Dogs (1974), Young Americans (1975) y Station to Station (1976). También incluye el álbum en vivo David Live (1974), las versiones remezcladas de estos dos últimos y The Gouster, álbum trunco que luego vería la luz como Young Americans. Adicionado a éstos se encontraba el álbum en vivo Nassau Coliseum '76, grabado durante la gira Station to Station en Ámsterdam, inédito para ese entonces y finalmente el recopilatorio Recall 2, con sencillos, remezclas y versiones alternativas. Las fotografías del libro que acompañaba la caja fueron tomadas por los fotógrafos Eric Stephen Jacobs, Tom Kelley, y fotógrafos aficionados como Geoffrey MacCormack, voz de respaldo de Bowie, Terry O'Neill y Steve Schapiro; las notas fueron escritas por Tony Visconti y Harry Maslin, quienes remezclaron Station to Station y David Live.

## Portada
La foto de la caja recopilatoria muestra un fondo azul con la palabra DAVIDBOWIE en paralelo, el nombre del álbum al lado derecho de la foto de Bowie, que corresponde a sus años de "americano", es decir, en el marco de su disco y gira Young Americans, cuando lucía un brillante y ordenado cabello rojo, y se vestía de traje y corbata. El traje de la foto es de un tono mucho más claro que el azul del fondo, y tiene lunares blancos.

## Lanzamiento
La caja fue lanzada el 23 de septiembre de 2016, y luego sus álbumes fueron lanzados individualmente el 13 de febrero del años siguiente. 